# CPTE Certified Penetration Testing Engineer
CPTE Certified Penetration Testing Engineer es una certificación de seguridad de la información respaldada por Mile2. 
El profesional certificado ha acreditado tener conocimiento en 5 elementos clave del Penetration testing (Pruebas de Penetración): recopilación de información, escaneo, enumeración, explotación y reporteo.

## Acreditación
Acreditada por el Commité Nacional de Sistemas de Seguridad de los Estados Unidos (Committee on National Security Systems) con el estándar CNSSI-4013: National Information Assurance Training Standard for System Administrators, y por la Iniciativa Nacional para los estudios y carreras en Ciberseguridad de los Estados Unidos NICCS.

## Examen de certificación
El examen en línea tiene una duración de 2 horas y consiste en 100 preguntas de opción múltiple.